# De heilige Marcus predikend in Alexandrië
De heilige Marcus predikend in Alexandrië (Italiaans: Predica di san Marco ad Alessandria d'Egitto) is een schilderij van Gentile Bellini en Giovanni Bellini uit 1510. Het is een van de grootste schilderijen die er bestaan, met een oppervlakte van zesentwintig vierkante meter. Sinds 1809 maakt het werk deel uit van de collectie van de Pinacoteca di Brera in Milaan.

## Geschiedenis
Het doek is gemaakt voor de ontvangstruimte van de Scuola Grande di San Marco, een van de meest prestigieuze broederschappen (scuole grandi) in Venetië.  Het was onderdeel van een cyclus van schilderijen met verhalen uit het leven van de heilige Marcus. De werken uit de cyclus zijn in de negentiende eeuw verdeeld tussen de Pinacoteca di Brera en de Gallerie dell'Accademia in Venetië.
Gentile begon met het doek in juli 1504, maar na zijn dood in februari 1507 nam zijn broer Giovanni het werk over. Waarschijnlijk had Gentile zijn broer al vóór zijn dood gevraagd om het schilderij te voltooien. Giovanni zou dit geweigerd hebben, waarna Gentile een clausule in zijn testament opnam die stelde dat Giovanni het kostbare notitieboekje met de tekeningen van hun vader alleen zou erven als hij de leiding op zich nam over het voltooien van het schilderij. De Scuola Grand bevestigde op 7 maart 1507 dat Giovanni met het werk belast was. 
Gentile had in 1479-80 deelgenomen aan een missie naar Constantinopel. De indrukken die hij daar opdeed keren terug in het schilderij. Omdat er in de architectuur ook elementen te zien zijn die wijzen op een Mameluks voorbeeld, bestaat het vermoeden dat de schilder nog verder is gereisd, wellicht tot Jeruzalem.
Het is niet met zekerheid vast te stellen wat de bijdrage van elk van de broers is. In moderne beschouwingen worden de achtergrond (behalve enkele correcties) en de personages aan de rechterkant in het algemeen aan Gentile toegeschreven en de figuren aan de linkerkant en een deel van de centrale groep aan Giovanni.
Het doek werd op een onbekend moment verkleind, waarbij een strook langs de bovenkant werd weggesneden, waar de gebouwen eindigden. Na de invasie van Napoleon in Italië, werd het werk in 1809 naar de Pinacoteca di Brera verplaatst.

## Voorstelling
Op het schilderij is te zien hoe Marcus een preek houdt op een podium dat iets wegheeft van een brug. Achter hem zit zijn opvolger, de heilige Annianus, te schrijven. Het tafereel speelt zich af op een groot plein in Alexandrië, waar Marcus volgens de overlevering het Christendom verspreid had. Tussen de toeschouwers bevinden zich Ottomanen met grote tulbanden en gekleed in kaftans. Voor het podium zit een groep vrouwen die zich bedekken met lange witte sluiers. Onder de Venetiaanse hoogwaardigheidsbekleders die zich achter het podium en in de menigte bevinden, zijn leden van de Scuola Grande te herkennen. Vooraan links is Gentile Bellini zelf afgebeeld, in het rode gewaad met een gouden ketting die hij van sultan Mehmet II kreeg. Zijn broer staat rechts op de voorgrond, in een gouden gewaad. Rechts achter hem staat Dante Alighieri, herkenbaar aan de lauwerkrans. Deze toevoeging herinnert aan de recente Venetiaanse verovering van de steden in de Romagna, waaronder Ravenna, waar de dichter werd begraven.
Het grote gebouw aan de andere zijde van het plein lijkt een combinatie van de San Marco in Venetië en de Hagia Sophia in Istanboel, maar stelt waarschijnlijk het Serapeum voor. Op de achtergrond zijn wellicht ook de Zuil van Pompeius (rechts) en Pharos van Alexandrië (de toren met de uitwendige wenteltrap links van de tempel) te zien. De oosterse sfeer van het schilderij wordt nog versterkt door de minaretten, de obelisk met pseudo-hiërogliefen en de exotische planten en dieren (kamelen, een giraffe en een palmboom). Aan de zijkanten bevindt zich een reeks eenvoudige gebouwen, met gladde, witgepleisterde muren. Röntgenfoto's hebben aangetoond dat Giovanni Bellini de hoge en smalle gebouwen die zijn broer al had geschilderd, aanzienlijk vereenvoudigde. 

## Afbeeldingen

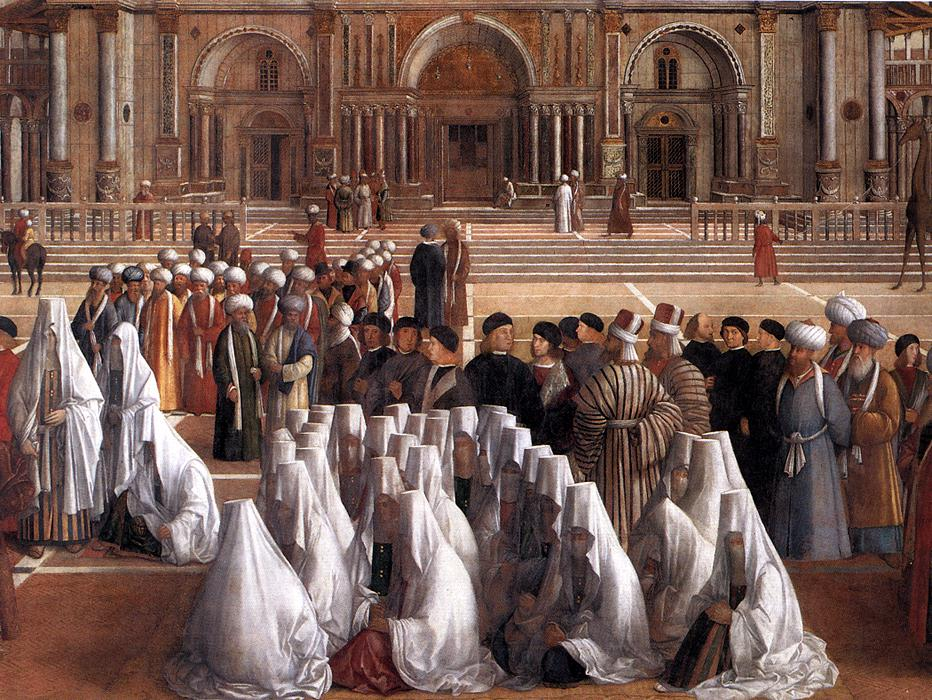
Detail
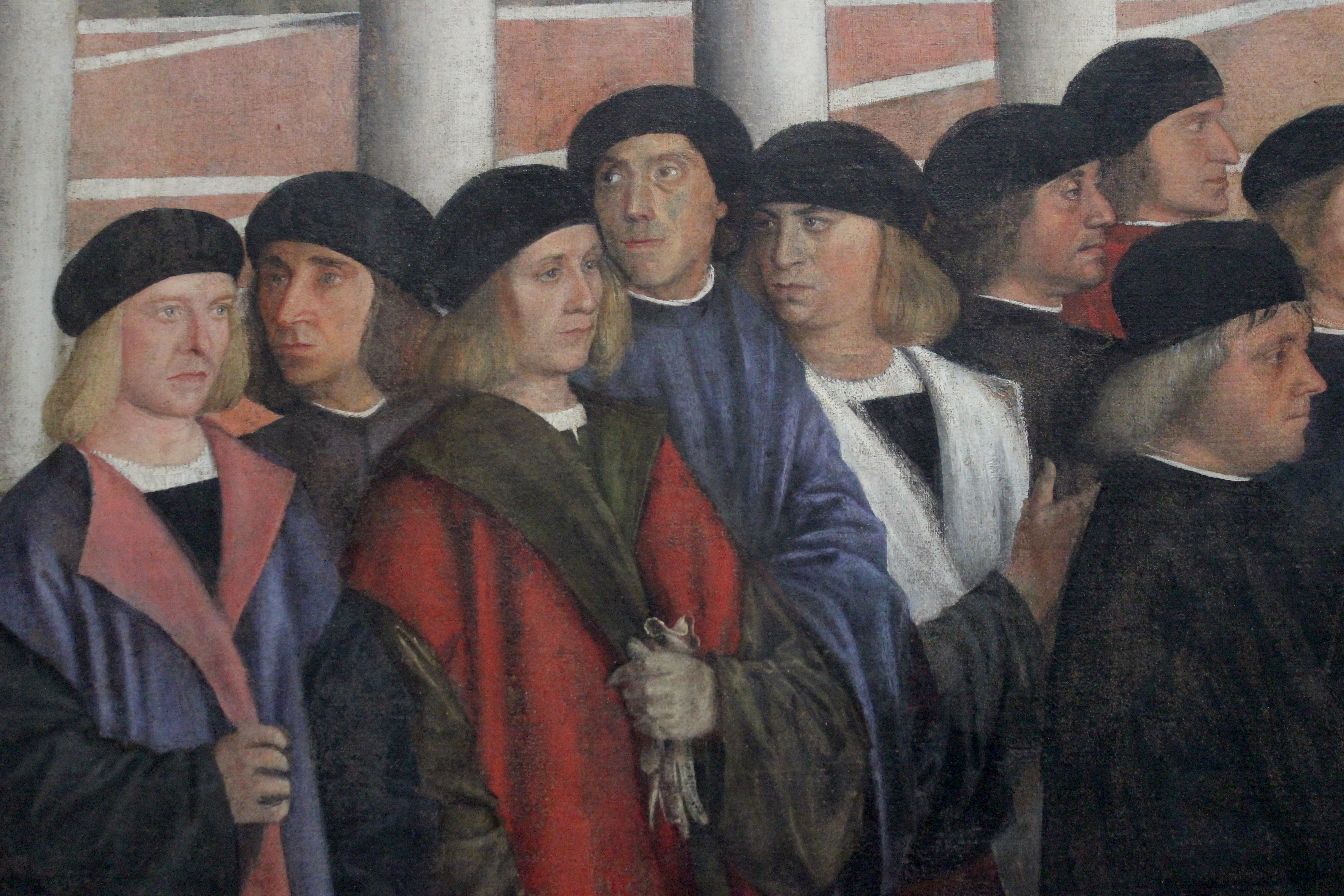
Detail
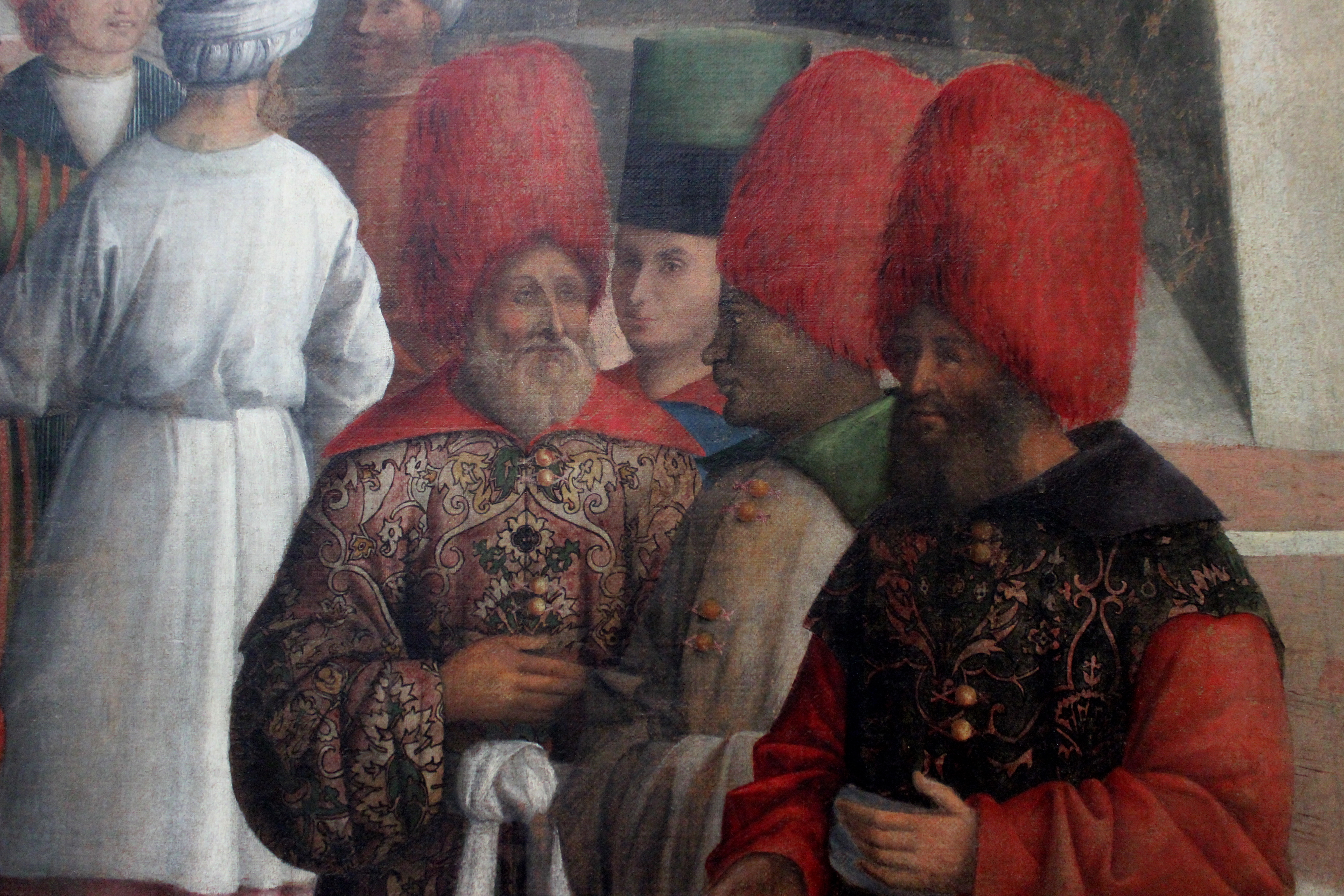
Detail